# Proctoporus spinalis
Espèce
Synonymes
- Prionodactylus spinalis Boulenger, 1911
- Euspondylus spinalis (Boulenger, 1911)

Proctoporus spinalis est une espèce de sauriens de la famille des Gymnophthalmidae.

## Répartition
Cette espèce est endémique du Pérou.

## Description
Le mâle mesure 70 mm de longueur standard et 110 mm de queue et la femelle 66 mm de longueur standard et 100 mm de queue.

## Publication originale
- Boulenger, 1911 : Descriptions of new reptiles from the Andes of South America, preserved in the British Museum. Annals and Magazine of Natural History, sér. 8, vol. 7, no 37, p. 19-25 (texte intégral).